# New Netherland: A Dutch Colony in Seventeenth-Century America
New Netherland: A Dutch Colony in Seventeenth-Century America (titre original en néerlandais : Een zegenrijk gewest: Nieuw-Nederland in de zeventiende eeuw (Cultuurgeschiedenis van de Republiek in de zeventiende eeuw)), Nouvelle-Néerlande : Une colonie néerlandaise en Amérique du XVIIe siècle en français, est une monographie rédigée par Jaap Jacobs, un historien néerlandais, traçant un portrait de la Nouvelle-Néerlande, colonie néerlandaise entre 1609 et 1664. Publié en 1999 en néerlandais, l'éditeur Brill fit paraître la traduction anglaise en 2005.
S'attardant plus particulièrement à La Nouvelle-Amsterdam, l'auteur chevauche différentes thématiques caractéristiques de la colonie : ses ressources naturelles et le regard posé par les Néerlandais sur le territoire à leur arrivée, la population et ses origines, le commerce colonial, le système judiciaire, les pratiques religieuses, les relations sociales, etc. Cependant, les deux autres noyaux de colonisation néerlandaise, soit Fort Orange/Beverwijck et La Nouvelle-Amstel, sont aussi passés en revue.

## Citation
« In May 1663 he left with a number of colonists for the South River (Delaware) where, under the authority of the city of Amsterdam, he established a small colony. During the English conquest of New Netherland a year later Plockhoy's colony was destroyed, and the colonists were sold to Virginia as slaves ».